# جبل تكاهي

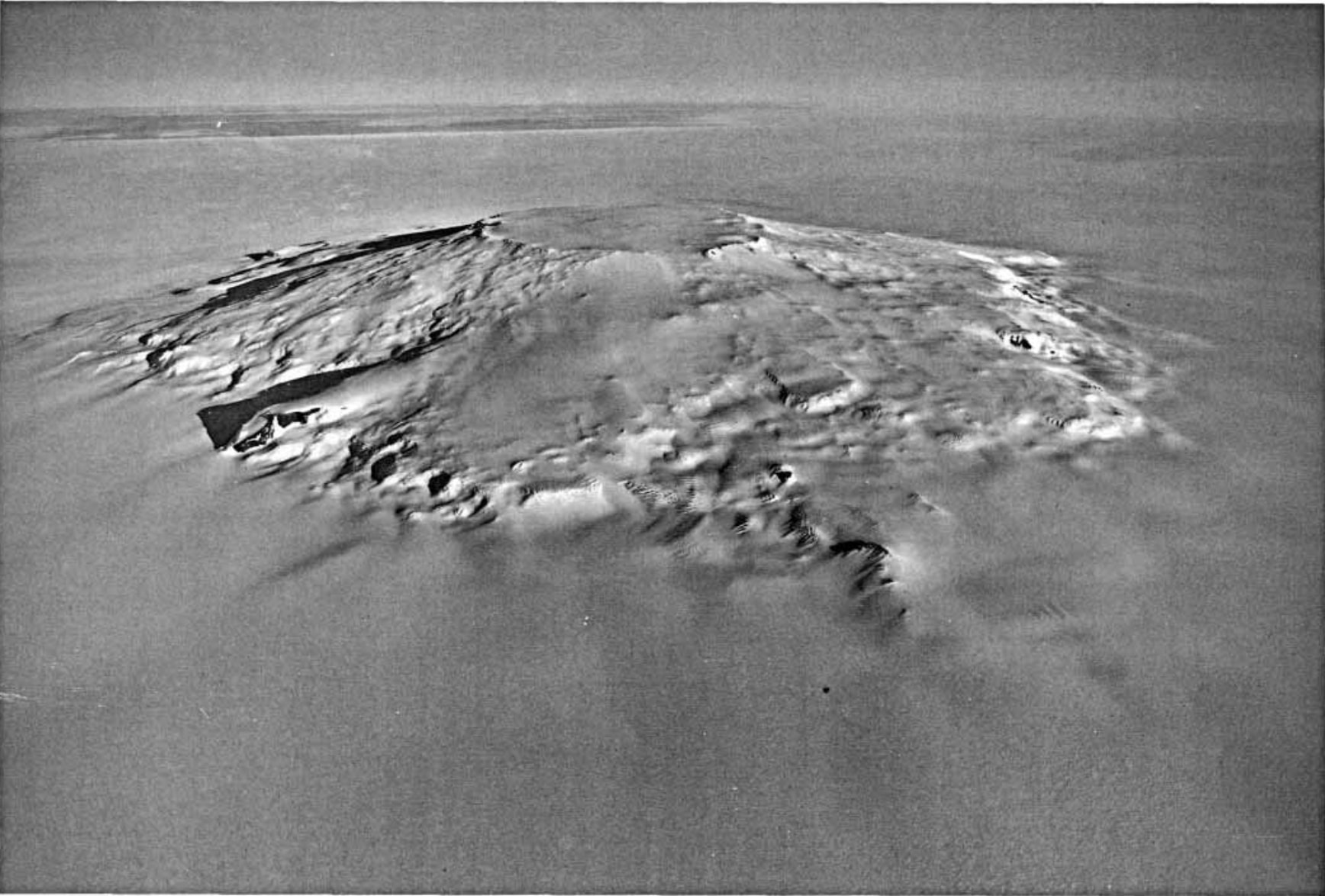
صورة جوية لجبل تاكاهي

جبل تاكاهي هو جبل ارتفاعه 3460 متر في ماري بيرد لاند، أنتاركتيكا، على بععد 200 كيلومتر (120 ميل) من بحر أموندسن. إنه ق. 30 كيلو متر وسعه جبل به فتحات طفيلية وكالديرا يصل ارتفاعها إلى 8 كيلومتر (5.0 ميل) واسعة. يتكون معظم البركان من تدفقات الحمم البركانية، ولكن يوجد هيالوكلاستيتتأيضًا. تغطي الثلوج والجليد والأنهار الجليدية معظم جبل تكاهي. بحجم 780 كيلومتر مكعب (190 ميل3) ، إنه بركان ضخم؛ من المحتمل أن تكون أجزاء الصرح المدفونة تحت الصفيحة الجليدية في غرب أنتاركتيكا أكبر. إنه جزء من نظام صدع غرب أنتاركتيكا إلى جانب ثمانية عشر بركانًا معروفًا آخر.
كان البركان نشطًا في العصر الرباعي، من 2.5 منذ مليون سنة حتى الوقت الحاضر. أعطت التأريخ الإشعاعي أعمارًا تصل إلى 300000 سنة لصخورها، وبلغت ارتفاعها الحالي حوالي 200000 منذ سنوات. نُسبت العديد من طبقات التيفرا التي تمت مواجهتها في قلب الجليد ففي جبال وايش M ومحطة بيرد ا إلى جبل تكاهي، على الرغم من ربط بعضها لاحقًا بانفجارات جبل برلين بدلاً من ذلك. تشكلت طبقات الترارا عن طريق الانفجارات المتفجرة أو الانفجارات. حدثت الانفجارات الكبرى حوالي 17700 منذ سنوات - من المحتمل أن تكون ثقبًا للأوزون فوق القارة القطبية الجنوبية - وفي الهولوسين المبكر. حدث آخر ثوران بركان جل تاكاهي منذ حوالي 7600 عام، ولا يوجد نشاط في الوقت الحاضر.

## الجغرافيا والجيومورفولوجيا
يقع جبل تكاهي على ساحل بكوتيس،  شرق ماري بيرد لاند، أنتاركتيكا. تقع شبه جزيرة بير وساحل بحر أموندسن على 200 كيلومتر (120 ميل) شمال جبل تكاهي.  إنه جبل منعزل،  وأقرب البراكين هو جبل مورفي 100 كيلومتر (62 ميل)  وجبل توني 140 كيلومتر (87 ميل) . 
لا توجد طرق جوية رئيسية أو طرق إمداد إلى محطات أنتاركتيكا تمر بالقرب من البركان،  ولا يمكن الوصول إلى بعض أجزاء الصرح إلا بواسطة طائرات الهليكوبتر.  يشير اسم البركان إلى التاكاهو، وهو طائر منقرض تقريبًا من نيوزيلندا لا يطير. أعضاء حزب ماري بيرد لاند ترافي رس 1957-1958 أطلقوا على الطائرة التي أعادت تزويدهم اسم «تكاهي».  تمت زيارة جبل تكاهي لأول مرة في 1957-1958 ومرة أخرى في عام 1968،  1984-1985 و 1998-1999. 
يرتفع البركان 2,100 متر (6,900 قدم) فوق مستوى الجليد  إلى أقصى ارتفاع يبلغ 3,460 متر (11,350 قدم) .   إنه مخروط شبه كامل غير مشقوق،  بعرض 30 كيلومتر (19 ميل) بركان درع  بحجم مكشوف يبلغ حوالي 780 كيلومتر مكعب (190 ميل3) .  الجزء تحت الجليدي، والذي قد يصل قاعه إلى 1,340–2,030 متر (4,400–6,660 قدم) تحت مستوى سطح البحر،  يمكن أن يكون حجمه أكبر  ويكون ممدودًا في اتجاه الشرق والغرب.  على قمته تقع شقة مسطحة مملوءة بالثلج 8 كيلومتر (5.0 ميل) كالديرا  بعرض 10 متر (33 قدم) و 15 متر (49 قدم) رقبة بركانية.  قد تظهر قبة الحمم البركانية داخل كالديرا. توجد فتحات الشق الشعاعي حول البركان، وتحدث الفتحات أيضًا حول حافة كالديرا.  هناك ما لا يقل عن ثلاثة  فتحات طفيليّة ذات تكوين بازلتي على جوانبها السفلية،  مع ثلاثة مخاريط جمرة موجودة على المنحدرات الغربية والجنوبية.  تم وصف أحد هذه المخاريط المخروطية على أنها خافتة بعرض 100 متر (330 قدم) تنفيس.  تم العثور على منحدرات جارون على المنحدر الجنوبي. 
1. ↑  برنامج البراكين العالمي، QID:Q3108976
2. 1 2 3 4 5 6 7 8 9 10 11  LeMasurier et al. 1990.
3. ↑  LeMasurier et al. 2016.
4. ↑  McIntosh et al. 1985.
5. 1 2  LeMasurier et al. 2018.
6. ↑  Wilch, McIntosh & Panter 2021.
7. 1 2 3  Palais et al. 1988.
8. 1 2  LeMasurier 2006.
9. ↑  LeMasurier 2013.
10. 1 2  Paulsen & Wilson 2010.
11. 1 2  Anderson 1960.
12. ↑  Kyle et al. 1981.